# 里德嶺
85°2′S 91°40′W / 85.033°S 91.667°W
里德嶺（英語：Reed Ridge）是南極洲的山嶺，位於埃爾斯沃思地，屬於蒂爾山脈的一部分，長6公里，美國地質調查局根據測量和該國海軍的空中照片繪入地圖，現時由南極條約體系管理。